# Tom Beyer
Tom Beyer (* 17. Mai 1907 in Münster; † 9. September 1981 in Stralsund) war ein deutscher Maler.

## Leben
Ab 1924 besuchte Beyer in Münster die Werkkunstschule und anschließend von 1925 bis 1926 die Kunstgewerbeschule Düsseldorf. Studienreisen durch Europa führten ihn 1927 nach Schweden, wo in Landskrona bei Ernst Norlind seine Haltung zur Landschaft des Nordens entscheidend geprägt wurde. Weitere Stationen der Studienreisen zwischen 1927 und 1931 waren Paris, Dänemark und Finnland. 1931 zog er nach Berlin, eröffnete im selben Jahr ein Atelier und trat in die Kommunistische Partei Deutschlands (KPD) ein. 1933/34 nahm er privaten Unterricht bei Martin Bloch. 1935 bereiste er die Insel Rügen, wo er sich in Göhren niederließ. 1937 erteilten ihm die Nationalsozialisten Ausstellungsverbot.
Von 1939 bis 1945 nahm Beyer als Soldat der Wehrmacht am Zweiten Weltkrieg teil.
Nach dem Krieg lebte Beyer bis 1952 in Göhren. Dort war er ab 1945 Zweiter Bürgermeister. Er eröffnete und leitete die Landeskunstschule Mecklenburg-Vorpommern im Schloss Putbus. Beyer war Mitglied der SED und des Verbandes Bildender Künstler der DDR, dessen Landesvorsitzender er 1950 wurde.
1952 zog er nach Stralsund, wo er im selben Jahr heiratete und Vater eines Sohnes wurde. In Stralsund betreute er auf der Volkswerft Volkskunstgruppen und hielt Vorträge. Für den „Löwenschen Saal“ im Rathaus Stralsund schuf er ein großes Wandgemälde. Zumeist widmete er sich den Menschen und der Natur seiner Wahlheimat. Ab 1972 war er nebenamtlich als Professor an der Kunsthochschule Berlin-Weißensee tätig.

## Bildliche Darstellung Beyers
Darstellung in der bildenden Kunst
- Eckhard Buchholz:  Maler Professor Tom Beyer (Öl, 105 × 85 cm, 2014/15)
- Jo Jastram: Tom Beyer (Porträtplastik, Beton, 1970)[1]

Fotografische Darstellung
- Johannes Riemann: Tom Beyer (um 1954)[2]

## Werke (Auswahl)
Werke Beyers befinden sich u. a. im Stralsund Museum und im Kunstarchiv Beeskow und sind im Kunsthandel präsent.
- Hechte (1951, Öl)[4]
- 80. Geburtstag (1964, Öl)[5]
- Netzeteerer (1964, Öl)[6]
- Peter (1964, Öl)[7]
- Verschneite Werft (1965, Öl)[8]
- Atlantikschiffsbau (1969, Öl)[9]
- Meister Labetzko (1970, Öl)[10]
- Werftlandschaft – Volkswerft Stralsund (1971, Öl)[11]

## Ausstellungen (Auswahl)
- 1953, 1962/1963, 1972/1973 und 1982/1983: Dresden, Dritte und Fünfte Deutsche Kunstausstellung und IX. Kunstausstellung der DDR
- 1962/63: Kulturhistorisches Museum Stralsund: Tom Beyer (Stralsund), Heinz Dubois (Wismar), Franz Höhne (Barth). Gemälde, Aquarelle
- 2007: Kulturhistorisches Museum Stralsund

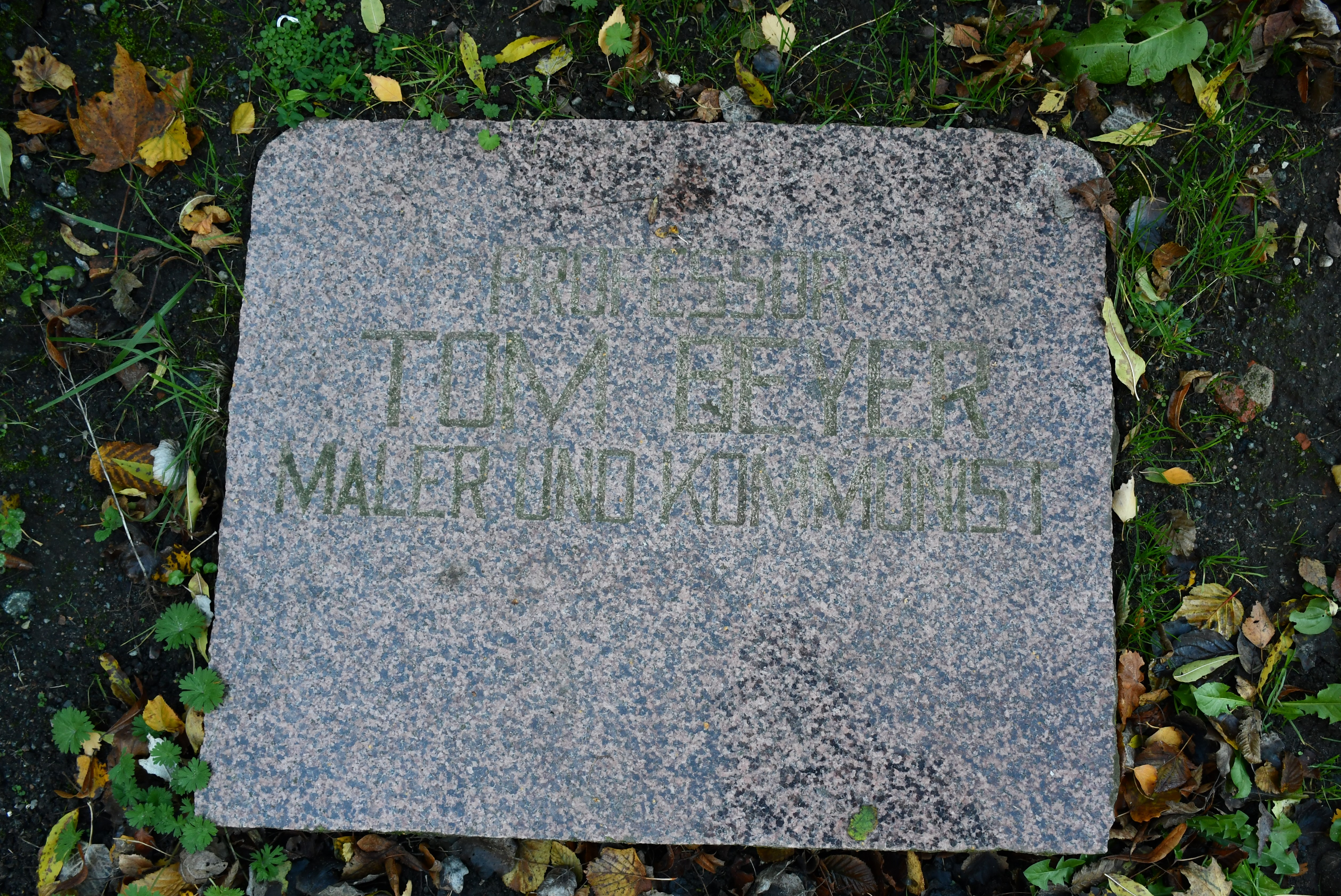
Gedenkstein für Tom Beyer am Wulflamufer

## Auszeichnungen und Ehrungen (Auswahl)
In Stralsund wurde am Wulflamufer ein Gedenkstein für Beyer aufgestellt, in Göhren eine Schule nach ihm benannt.
- 1963 und 1979: Kunstpreis des FDGB
- 1967: Vaterländischer Verdienstorden in Bronze[12]
- 1967: Johannes-R.-Becher-Medaille in Gold
- 1977: Vaterländischer Verdienstorden in Silber.[13]